# 1號高速鐵路 (比利時)
比利時1號高速鐵路（法語：Ligne à Grande Vitesse 1，簡稱LGV 1，簡稱HSL 1）是比利時首條高速鐵路，連接着法國高速鐵路北線支線至比利時布魯塞爾南站，於1997年12月14日通車，時速300公里。總建設費約為14億2000萬歐元。因为此線明显缩短了从法國巴黎到达比利時布魯塞爾等路线的旅途时间，因此很多高速列車（如歐洲之星、大力士高速列車、法國國鐵TGV Réseau列車和Thalys PBKA）也途径此线路。